# التینوا، سین
التینوا، سین (به لاتین: Altınova, Çine) یک منطقهٔ مسکونی در ترکیه است که در استان آیدین واقع شده‌است.

## خصوصیات
التینوا ۳۵۵ نفر جمعیت دارد.